# Залисківка
Залисківка — річка в Україні, у Новоушицькому районі Хмельницької області. Права притока Батога (басейн Дністра).

## Опис
Довжина річки приблизно 3,9 км.

## Розташування
Бере початок у селі Пилипківці. Тече на південний схід і впадає у річку Батіг, прау притоку Жвану.